# Nabilona
La nabilona, se vende bajo la marca Cesamet, entre otras. Es un medicamento que se usa para las náuseas y los vómitos inducidos por la quimioterapia . Cierta evidencia respalda la eficacia modesta para la fibromialgia y la esclerosis múltiple . Se toma por boca.
Los efectos secundarios más comunes son somnolencia, sequedad de boca, mareos, sensación de colocón, falta de coordinación y dolor de cabeza. Otros efectos secundarios pueden ser taquicardia, abuso y psicosis. La seguridad durante el embarazo no está clara. Es un cannabinoide sintético con efectos similares al tetrahidrocannabinol , el principal compuesto psicoactivo del Cannabis
La nabilona fue aprobada para uso médico en los Estados Unidos en 1985. En el Reino Unido, 20 píldoras de 1 mg le cuestan al NHS alrededor de 200 libras esterlinas a partir de 2021. Esta cantidad en los Estados Unidos cuesta alrededor de 820 dólares estadounidenses. En los Estados Unidos es una sustancia controlada de la lista II .